# Municipio de Dunham (Illinois)
El municipio de Dunham (en inglés: Dunham Township) es un municipio ubicado en el condado de McHenry en el estado estadounidense de Illinois. En el año 2010 tenía una población de 2844 habitantes y una densidad poblacional de 30,53 personas por km².

## Geografía
El municipio de Dunham se encuentra ubicado en las coordenadas 42°22′8″N 88°39′00″O / 42.36889, -88.65000. Según la Oficina del Censo de los Estados Unidos, el municipio tiene una superficie total de 93.15 km², de la cual 93.14 km² corresponden a tierra firme y (0.02%) 0.02 km² es agua.

## Demografía
Según el censo de 2010, había 2844 personas residiendo en el municipio de Dunham. La densidad de población era de 30,53 hab./km². De los 2844 habitantes, el municipio de Dunham estaba compuesto por el 74.65% blancos, el 1.48% eran afroamericanos, el 0.6% eran amerindios, el 0.77% eran asiáticos, el 0.14% eran isleños del Pacífico, el 20.01% eran de otras razas y el 2.36% pertenecían a dos o más razas. Del total de la población el 34.35% eran hispanos o latinos de cualquier raza.